# Glochidion marquesanum
Glochidion marquesanum là một loài thực vật có hoa trong họ Diệp hạ châu. Loài này được (F.Br.) Croizat mô tả khoa học đầu tiên năm 1942.